# Unteroffiziere mit Portepee
Die Unteroffiziere mit Portepee (Abkürzung: UmP) bilden in Deutschland eine Dienstgradgruppe der Bundeswehr, die alle Unteroffiziersdienstgrade ab Feldwebel bzw. Bootsmann umfasst. Die dienstgradniedrigeren Unteroffiziersdienstgrade umfasst die Dienstgradgruppe der Unteroffiziere ohne Portepee.

## Etymologie
Etymologisch geht die Dienstgradgruppenbezeichnung auf die rangniedrigere Stellung unterhalb der Offiziere und auf das aus dem Französischen entlehnte Wort Portepee für einen Faustriemen (französisch porte-épée, wörtlich in etwa: Degenhalter) zurück. Besonders gestaltete Faustriemen dienten in früheren deutschen Streitkräften der Kennzeichnung höherer Unteroffiziersdienstgrade.

## Dienstgrade
Die Dienstgrade der Bundeswehr werden durch den Bundespräsidenten mit der Anordnung des Bundespräsidenten über die Dienstgradbezeichnungen und die Uniform der Soldaten auf Grundlage des Soldatengesetzes festgesetzt. Die Dienstgradgruppe der Unteroffiziere mit Portepee umfasst gemäß der Zentralen Dienstvorschrift (ZDv) A-1420/24 „Dienstgrade und Dienstgradgruppen“ alle Unteroffiziersdienstgrade ab Feldwebel und Fähnrich (für Heeres- und Luftwaffenuniformträger) bzw. Bootsmann und Fähnrich zur See (für Marineuniformträger).
Folgende Tabellen fassen alle zur Dienstgradgruppe der Unteroffiziere mit Portepee zählenden Dienstgrade zusammen. Die erste Tabelle nennt die entsprechenden Dienstgrade für Heeres- und Luftwaffenuniformträger, die zweite Tabelle fasst die Dienstgradgruppeneinteilung für Marineuniformträger zusammen. Angegeben sind in den Tabellen jeweils auch der entsprechende NATO-Rangcode, die nach ZDv 64/10 – Abkürzungen in der Bundeswehr definierten allgemeinen Abkürzungen sowie die Abkürzungen in Listen und die Besoldungsgruppe für Berufssoldaten und Soldaten auf Zeit nach Bundesbesoldungsordnung.
| Heeres- und Luftwaffenuniformträger                                                       | Heeres- und Luftwaffenuniformträger | Heeres- und Luftwaffenuniformträger                                                                                                  | Heeres- und Luftwaffenuniformträger | Heeres- und Luftwaffenuniformträger                                                                                  | Heeres- und Luftwaffenuniformträger | Heeres- und Luftwaffenuniformträger | Heeres- und Luftwaffenuniformträger                                                                                              |
| Dienstgradgruppe                                                                          | Unteroffiziere mit Portepee | Unteroffiziere mit Portepee | Unteroffiziere mit Portepee | Unteroffiziere mit Portepee                                                                                          | Unteroffiziere mit Portepee | Unteroffiziere mit Portepee | Unteroffiziere mit Portepee |
| ----------------------------------------------------------------------------------------- | --- | --- | --- | --- | --- | --- | --- |
| Schulterklappe Jacke Dienstanzug                                                          | Dienstgradabzeichen eines Oberstabsfeldwebels der Heeresaufklärungstruppe auf Schulterklappe der Jacke des Dienstanzuges für Heeresuniformträger | Dienstgradabzeichen eines Stabsfeldwebels der Fernmeldetruppe auf Schulterklappe der Jacke des Dienstanzuges für Heeresuniformträger | Dienstgradabzeichen eines Oberfähnrichs der Heeresfliegertruppe auf Schulterklappe der Jacke des Dienstanzuges für Heeresuniformträger | Dienstgradabzeichen eines Hauptfeldwebels auf Schulterklappe der Jacke des Dienstanzuges für Luftwaffenuniformträger | Dienstgradabzeichen eines Oberfeldwebels der Heeresflugabwehrtruppe auf Schulterklappe der Jacke des Dienstanzuges für Heeresuniformträger | Dienstgradabzeichen und Überziehschlaufe eines Fähnrichs der Pioniertruppe auf Schulterklappe der Jacke des Dienstanzuges für Heeresuniformträger | Dienstgradabzeichen eines Feldwebels der Artillerietruppe auf Schulterklappe der Jacke des Dienstanzuges für Heeresuniformträger |
| Dienstgrad                                                                                | Oberstabsfeldwebel | Stabsfeldwebel | Oberfähnrich* | Hauptfeldwebel | Oberfeldwebel | Fähnrich* | Feldwebel |
| Abkürzung                                                                                 | OStFw/OSF | StFw/SF | OFähnr/OFR | HptFw/HF | OFw/OF | Fähnr/FR | Fw/F |
| NATO-Rangcode                                                                             | OR-9 | OR-8 | OR-8/OR-7 | OR-8/OR-7 | OR-6 | OR-6 | OR-6 |
| Besoldungsgruppe                                                                          | A9Z | A9 | A8Z | A8Z | A7Z | A7 | A7 |
| * Die Dienstgrade Fähnrich und Oberfähnrich werden nur von Offizieranwärtern durchlaufen. | | | | | | | |

| Marineuniformträger                                                                                       | Marineuniformträger | Marineuniformträger | Marineuniformträger | Marineuniformträger | Marineuniformträger | Marineuniformträger | Marineuniformträger |
| Dienstgradgruppe                                                                                          | Unteroffiziere mit Portepee | Unteroffiziere mit Portepee | Unteroffiziere mit Portepee | Unteroffiziere mit Portepee | Unteroffiziere mit Portepee | Unteroffiziere mit Portepee | Unteroffiziere mit Portepee |
| --- | --- | --- | --- | --- | --- | --- | --- |
| Ärmelabzeichen                                                                                            | Dienstgradabzeichen eines Oberstabsbootsmannes (30er Verwendungsreihe) auf dem Unterärmel der Jacke des Dienstanzuges für Marineuniformträger | Dienstgradabzeichen eines Stabsbootsmannes (40er Verwendungsreihe) auf dem Unterärmel der Jacke des Dienstanzuges für Marineuniformträger | Dienstgradabzeichen eines Oberfähnrichs zur See (kein Sanitätsoffizieranwärter) auf dem Unterärmel der Jacke des Dienstanzuges für Marineuniformträger | Dienstgradabzeichen eines Hauptbootsmannes (50er Verwendungsreihe) auf dem Unterärmel der Jacke des Dienstanzuges für Marineuniformträger | Dienstgradabzeichen eines Oberbootsmannes (70er Verwendungsreihe) auf dem Unterärmel der Jacke des Dienstanzuges für Marineuniformträger | Dienstgradabzeichen eines Fähnrichs zur See (kein Sanitätsoffizieranwärter) auf dem Unterärmel der Jacke des Dienstanzuges für Marineuniformträger | Dienstgradabzeichen eines Bootsmannes (60er Verwendungsreihe) auf dem Unterärmel der Jacke des Dienstanzuges für Marineuniformträger |
| Dienstgrad                                                                                                | Oberstabsbootsmann | Stabsbootsmann | Oberfähnrich zur See* | Hauptbootsmann | Oberbootsmann | Fähnrich zur See* | Bootsmann |
| Abkürzung                                                                                                 | OStBtsm/OSB | StBtsm/SB | OFähnr zS/OFRZS | HptBtsm/HB | OBtsm/OB | Fähnr zS/FRZS | Btsm/B |
| NATO-Rangcode                                                                                             | OR-9 | OR-8 | OR-8/OR-7 | OR-8/OR-7 | OR-6 | OR-6 | OR-6 |
| Besoldungsgruppe                                                                                          | A9Z | A9 | A8Z | A8Z | A7Z | A7 | A7 |
| * Die Dienstgrade Fähnrich zur See und Oberfähnrich zur See werden nur von Offizieranwärtern durchlaufen. | | | | | | | |

## Befehlsbefugnis
Soldaten der Dienstgradgruppe Unteroffiziere mit Portepee können auf Grundlage des § 4 („Vorgesetztenverhältnis auf Grund des Dienstgrades“) der Vorgesetztenverordnung innerhalb der dort gesetzten Grenzen Soldaten der Dienstgradgruppen Mannschaften und Unteroffizieren ohne Portepee Befehle erteilen.
In der Regel werden Unteroffiziere mit Portepee auf Dienststellungen wie Kompaniefeldwebel, Zug-, Kompanietrupp-, Gruppen- oder Truppführer oder als Fachpersonal in Stäben und auf anderen Dienstposten eingesetzt, die eine besondere fachliche Qualifikation voraussetzen. Aufgrund dieser herausgehobenen Dienststellungen können die allermeisten Unteroffiziere mit Portepee in den in der Vorgesetztenverordnung aufgezählten Fällen allen dienstlich oder fachlich unterstellten Soldaten Befehle erteilen.

## Ernennung und Besoldung
Maßgebliche gesetzliche Grundlagen für die Ernennung in einen der Dienstgrade der Dienstgradgruppe der Unteroffiziere mit Portepee trifft die Soldatenlaufbahnverordnung (SLV) und ergänzend die Zentrale Dienstvorschrift (ZDv) 20/7. In einen entsprechenden Dienstgrad können Berufssoldaten, Soldaten auf Zeit und Reservisten ernannt werden. Voraussetzung zur Ernennung in einen der Dienstgrade der Dienstgradgruppe der Unteroffiziere mit Portepee ist die Zugehörigkeit zu einer der Laufbahnen der Feldwebel oder zur Laufbahngruppe der Offiziere. Eine Direkteinstellung mit einem Dienstgrad der Dienstgradgruppe der Unteroffiziere mit Portepee ist bei entsprechender Eignung möglich. Die meisten Unteroffiziere mit Portepee haben aber zuvor im Dienstgrad Stabsunteroffizier gedient. Die Beförderung kann in diesem Fall in der Regel ein Jahr nach Ernennung zum Stabsunteroffizier erfolgen. Vor der Beförderung zum Feldwebel ist in diesem Fall eine Unteroffizierprüfung zu bestehen, die sich aus einem allgemeinmilitärischen und einem militärfachlichen Teil zusammensetzt (Feldwebelprüfung).
Unteroffiziere mit Portepee werden abhängig vom Dienstgrad und Dienststellung nach der Bundesbesoldungsordnung (BBesO) mit A7 bis A 9 mA (mit Amtszulage) besoldet.

## Dienstgradabzeichen
Das Dienstgradabzeichen der Unteroffiziere mit Portepee zeigt einen oder mehrere Winkel, teils in der Form als Kopfwinkel, mit der Spitze nach oben und eine geschlossene Tresse als Schulterabzeichen oder bei Marineuniformträgern auch als Ärmelabzeichen auf dem Unterärmel.
Offizieranwärter im Dienstgrad Fähnrich und Oberfähnrich tragen zur Unterscheidung an fast allen Schulterklappen und Aufschiebeschlaufen zusätzlich eine silberfarbene Kordel aus Metallgespinst als Überziehschlaufe; eine Besonderheit sind einige Dienstgradabzeichen für Oberfähnriche, die bereits den Dienstanzug der Offiziere tragen, so dass beim Dienstanzug die geschlossene Tresse und die silberfarbene Kordel als Überziehschlaufe entfällt.
Fähnriche zur See der meisten Laufbahnen sind daran zu erkennen, dass sie (meist statt eines  Verwendungsabzeichens) einen fünfzackigen Stern als Laufbahnabzeichen tragen; Sanitätsoffizieranwärter im Dienstgrad Fähnrich zur See verwenden als Laufbahnabzeichen stattdessen verschiedene Formen des Äskulapstabs (ohne Anker). Wie Heeres- und Luftwaffenuniformträger tragen auch Oberfähnriche zur See bereits die Dienstanzüge der Offiziere, daher zeigen alle  Dienstgradabzeichen der Oberfähnriche zur See statt eines Kopfwinkels wie beim Hauptbootsmann einen schmalen Ärmelstreifen in der Art der Dienstgradabzeichen für Marineoffiziere, aber mit den für Fähnriche zur See beschriebenen Laufbahnabzeichen.

## Äquivalente Dienstgradgruppen
Unteroffiziere mit Portepee umfassen die NATO-Rangcodes OR6 bis OR9. Zur Dienstgradgruppe der Unteroffiziere mit Portepee existiert keine exakte Entsprechung in anderen Streitkräften. Vom NATO-Rangcode ausgehend ist aber beispielsweise die Gruppe der Senior non-commissioned officers (Sr. NCOs) der US-Army (Dienstgrade der Sergeants vom Sergeant First Class an aufwärts) vergleichbar. In etwa entspricht auch die Gruppe der Höheren Unteroffiziere der Schweizer Armee der deutschen Dienstgradgruppe.

## Inoffizielle Bezeichnungen
Heeres- und Luftwaffenuniformträger der Dienstgradgruppe Unteroffiziere mit Portepee werden inoffiziell auch als Feldwebeldienstgrade oder kurz Feldwebel bezeichnet; Marineuniformträger inoffiziell entsprechend als Bootsleute, vereinzelt auch als Portepeeunteroffiziere (Abkürzung: „PUO“) oder Bootsmänner. Manchmal schließt die Bezeichnung Feldwebeldienstgrade implizit auch alle Bootsleute mit ein. Ob die Bezeichnung Feldwebel statt aller Feldwebeldienstgrade nur mehrere Soldaten im Dienstgrad Feldwebel meint, erschließt sich dabei nicht immer eindeutig aus dem Kontext. Genauso unklar ist zuweilen, ob die Bezeichnung Bootsmänner nicht nur mehrere Soldaten im Dienstgrad Bootsmann meint. Aufgrund des inoffiziellen Charakters der Bezeichnung ist ferner unklar, ob die einem anderen Bezeichnungsschema folgenden Dienstgrade der Offizieranwärter aus der Dienstgradgruppe der Unteroffiziere mit Portepee (Fähnrich, Oberfähnrich bzw. Fähnrich zur See und Oberfähnrich zur See) ebenfalls von der Gruppe der Feldwebeldienstgrade bzw. Bootsleute umfasst sind oder nur die Dienstgrade der Dienstgradgruppe Unteroffiziere mit Portepee, zu denen man in einer der Laufbahnen der Feldwebel ernannt werden kann. Diese Offizieranwärter werden zuweilen auch als Fähnriche zusammengefasst.